# Leordoaia, Ungheni
Leordoaia este un sat din componența comunei Hîrcești din raionul Ungheni, Republica Moldova.